# Moldoványi Ferenc
Moldoványi Ferenc (Debrecen, 1960. október 30. –) magyar filmrendező, producer.

## Pályafutása
1982-ben végzett a Debreceni Tanítóképző Főiskola rajz-népművelés szakán. 1982 és 1986 között a Pannónia Filmstúdióban, illetve a Magyar Szinkron és Videó Vállalatnál dolgozott rendező asszisztensként, ezzel egy időben az Eötvös Loránd Tudományegyetemen filozófiát hallgatott. 1987 és 1990 között a Színház és Filmművészeti Főiskolán folytatta tanulmányait, ahol előbb 1990-ben riport-, dokumentum-, népszerű tudományos film- és tv-rendezői diplomát szerzett, majd 1992-ben film- és tv-rendezőként diplomázott. 1990/91-ben a francia kormány ösztöndíjasaként egy évet töltött a párizsi film főiskolán (École Nationale Supérieure Louis Lumière), ahol “Hotel Ouest” címmel diplomajátékfilmjét forgatta. Tanulmányai mellett publikációja jelent meg a rangos francia filmes kiadványban a “CinémAction”-ban is.
Számos dokumentum- és dokumentum-játékfilmet készített, melyek nagy sikerrel szerepeltek különböző hazai és nemzetközi filmfesztiválokon. 1995-ben a Ha megeszünk egy hódot... című dokumentumfilmje elnyerte az egyik legrangosabb emberi jogi kitüntetést Strasbourgban: Az Európa Tanács Emberi Jogok Nemzetközi Intézetének Díját. 1994-95-ben készítette el a Magyar Televízió számára a nagy sikert aratott, 14 részes, filmesztétikai-filmtörténeti A film és... című sorozatát, melyet azóta négyszer sugárzott a közszolgálati csatorna. A sorozatban megszólaltak a világ kortárs filmművészetének legjelentősebb alkotói. 1995-ben alapította meg az Engram Film produkciós céget. Független rendező producerként dolgozik saját munkáin, így a Kínában forgatott Az út című, nemzetközi koprodukcióban készült, egész estés dokumentum-játékfilmjén is, melynek világpremierjére Locarnoban került sor és több mint harminc rangos filmfesztiválon szerepelt sikerrel és számos díjat nyert. Gyerekek, Koszovó 2000 című filmjének világpremierjére a Berlini Nemzetközi Filmfesztiválon került sor, több mint ötven filmfesztiválon mutatták be és komoly nemzetközi fesztiváli sikereket és díjakat nyert el. Az Another Planet – Másik Bolygó című négy kontinensen forgatott, nemzetközi koprodukcióban, nyolc televízió részvételével készült dokumentum-játékfilmje 46 ország 80 film fesztiválján szerepelt sikerrel és 21 díjat nyert el.
Munkáiról a nemzetközi és a hazai szaksajtóban (Variety, Real Screen, DOX Magazin, Skrien, Kinema, Film und Fernsehen, Filmvilág, Filmkultúra stb.) valamint olyan fontos véleményformáló orgánumokban jelentek meg méltatások, mint a Tagesspiegel, Berliner Zeitung, Frankfurter Allgemeine Zeitung, Le Monde, Libération, Le Soir, Journal de Québec, Le Soleil, Diario de Mexico stb.
Filmjei eddig 50 ország 160 film fesztiválján kerültek bemutatásra, köztük olyan jelentős nemzetközi seregszemléken, mint Berlin, Locarno, Montreal, Karlovy Vary, Kairó, Mannheim, Valladolid, Sao Paulo, Sydney, Vancouver, London. Munkái eddig összesen 40 hazai és nemzetközi díjat nyertek el.
Filmjeit a hazai mozikon és televíziókon kívül számos neves külföldi csatorna a Canal+, RTBF, BRTN, RTP és az Egyesült Államokban a Sundance Channel is műsorára tűzte, legfontosabb munkái megjelentek mozikban, intézményi gyűjteményekben (Cineteca Nacional de Mexico, Danish Film Institute) és iskolai vetítéseken is. Munkáját bemutatta a New York-i Modern Művészetek Múzeuma (MOMA) is.
2009 novemberében a nemzetközi emberi jogi szervezetek által az ENSZ Gyermekjogi Egyezményének 20. évfordulója alkalmából a Koppenhágai Nemzeti Múzeumban rendezett ünnepi konferencia díszvendége és előadója volt. Ugyanebben az évben nyerte el az UNICEF kitüntetését, Nagyrabecsülésének Csokrát, melyet Sir Roger Moore a UNICEF Jószolgálati Nagykövete ajánlásával adtak át.

## Oktatási tevékenység
Filmkészítés mellett, az ELTE-n tanított, és többek között a Nyoni (Visions du Réel), a biarritz-i (FIPA) a Tel Aviv-i, Troiai (Festroia) és a Guadalajarai (FICG) filmfesztiválok nemzetközi zsűrijébe is meghívást kapott.
Az UNICEF felkérésére a „One Minutes Junior” fesztivál zsűri elnöke volt, és a nomináltaknak workshopot tartott a Sandberg Intézet és az Európai Kulturális Alap felkérésére Amszterdamban. 2009-ben Stranger Filmfesztivál „Inside-Out” kategória nemzetközi zsűrijének elnöke volt.
Rendező-producerként az EU MEDIA Program TV Forgalmazási Alapjának munkájában felkért szakértőként vett részt.
2009-ben Mexikóban a Guadalajarai Nemzetközi Filmfesztiválon és Tunéziában a Tuniszi Filmművészeti Főiskolán mesterkurzust tartott, valamint filmjeinek retrospektív bemutatót szenteltek Indiában a Thrissuri Nemzetközi Filmfesztiválon. 2010-ben az Európai Film Akadémia meghívta tagjai sorába. 2016-ban meghívást kapott és vendégművészként egy félévet tanított az Egyesült Államokban.

## Válogatott filmográfia
- ANOTHER PLANET – MÁSIK BOLYGÓ (2008)

Dokumentum-játékfilm, 96 perc, színes, 35 mm (2008)
Magyarországi mozibemutató: 2008. április 8.
Tévébemutatók: MTV – M1, HIR TV, DUNA TV, RTBF (Belgium), RTP (Portugália), CANAL+ Poland (Lengyelország), TV3 – Catalunya (Spanyolország)
Fesztiválok:
Nemzetközi premier: Montreal World Film Festival
Magyar Filmszemle, Montreal, Pusan, São Paulo, Valladolid, Mannheim-Heidelberg, CPH:DOX, Koppenhága, Oulu, Starz-Denver, IDFA – Amszterdam, Kerala, FICCO, Mexico City, „7 Best Film Festival”, FOF -Randers, DOCNZ: Auckland, Wellington, Christchurch, Denein, FIC Guadalajara, Ankara, Thessaloniki, EURODOK-Oslo, Róma, Belgrád, „Doc à Tunis”, Uruguay-Montevideo, DOCVILLE, Bahrain (BHRIFF), PLANETE DOC Varsó, DerHumALC, Santiago del Estero, Buenos Aires, Almaty „Shaken‘s Stars“, Szöul, Innsbruck, Monte Carlo– URTI, Monte-Carlo, Huesca, SILVERDOCS: AFI/Discovery Channel Washington, Visegrad, Krakkó, Prága, Pozsony, Budapest, Pärnu, FesTroia-Setubal, “The Golden Drum”Khanty- -Mansiysk, Reykjavík, Prix Itália, Torinó, Docudays- Bejrut, „Manaki Brothers“, Tirana, Golden Minbar – Kazany, Golden Chest, Ourense, Mexico City – DOCSDF, San Francisco, Bar – Montenegró, Leeds, Cancun, Columbus-Ohio, Szarajevó, San Luis University (Argentína) I. Multimedia DerHumALC, LISTA- PAD-Minszk, PLUS CAMERIMAGE Lódz, “Ciné Otro” Valparaiso-Chile, Kijev, Segesvár, Lagow, Pozsony, Kansas City, World Fest Houston
- GYEREKEK – Koszovó 2000 (2001)

Dokumentumfilm, 90 perc, fekete-fehér és színes, 35 mm
Tévébemutatók: MTV – M1, SUNDANCE CHANNEL (USA), RTBF (Belgium)
Fesztiválok:
Világpremier: 51. Berlini Nemzetközi Film Fesztivál
Visions du Reel -Nyon, Filmpódium Zürich, INPUT 2001 – Fokváros, Troia, See Docs Dubrovnik, Karlovy Vary, Montreal, Québec City, Prix Itália 2001 Bologna, Nordisk Panoráma, FORO – Mexico (vetítéssorozat a Cineteca Nacional de Mexico szervezésében, Mexikó legfontosabb városaiban: Mexico City, Guadalajara, Monterrey, Cuernavaca, Puebla, Xalapa, Guanajuato. Kb. 40 vetítés)
Prix Európa – Berlin, Denver, Flanders Gent, CinemAmbiente Torinó, Sao Paolo, Valladolid, Amascultura –Lisszabon, Isztambul, IDFA-Amszterdam, Trieszt, Göteborg Magyar Filmszemle, Thessaloniki, Monte- videó, One World Prága, Fajr-Teherán, DOXA Vancouver, Oslo, DocAviv -Tel Avivi, Reykjavík, World Fest Houston, Tuscon-Arizona, Message to Man-Szent Pétervár, FICA Goiás – Brazília, Parnu, Palic, Tempo – Stockholm, Oulu, Milánó, Lesidren, Benalmadena-Malaga, Astra Szeben, Skopje, Bécs, Párizsi Magyar Intézet, MoMA – Modern Művészetek Múzeuma, New York- Gramercy Theater, Rassegna del Documentario Premio Libero Bizzarri, San Benedetto del Tronto, Rio de Janeiro
- AZ ÚT (1997)

Dokumentum-játékfilmfilm, 85 perc, színes, 35mm, (1, 66), kínai nyelvű, magyar felirattal, 1997 Magyarországi mozibemutató: 1998.05.10. (Budapest Film)
Tévébemutatók: MTV – M1, CANAL+ FRANCE, CANAL+BELGIUM, RTBF, BRTN (Belgium)
Fesztiválok:
Világpremier: Locarnói Nemzetközi Film Fesztivál (Kritikusok Hete)
Magyar Filmszemle, Vancouver Yamagata (Új Ázsiai Áramlatok), Sao Paulo,
IDFA – Amsterdam, FIPA – Biarritz, Médiawave Győr, Arizona-Tuscon, Minneapolis / St. Paul, Sydney, Message to Man- Szent Pétervár, Karlovy Vary, Prix Itália ‘98 Assisi, Figueira da Foz, Starz-Denver, Saint Louis, London, Dakino-Bukarest, Strasbourg, U. R. T. I- Monte Carlo, Kerala, Ankara, Montevideo, I.N.P.U.T.’99 – Fort Worth (USA), Fajr-Teherán, World Fest Flagstaff, World Fest Houston, Filmer a tout prix
- A film és... I–XIV.

(1994–95. 14×50 perces tv-sorozat)
1. A mozi
2. A fény
3. A tér
4. A hang
5. Az idő és az emlékezet
6. Az álom
7. A mese
8. A nevetés
9. A mulandóság és a halál
10. A hős
11. A vonat, a ló és az autó
12. A város
13. Az erotika
14. A kép csodája (hommage a Lumiere)

A sorozatban közreműködtek: Henri Alekan, Henri Colpi, Raoul Coutard, Jean-Claude Carrière, Michel Piccoli, Claude Jade, Isabelle Huppert, Michel Fano, Sandrine Bonnaire, Alain Robbe-Grillet, André Dussolier, Costa Gavras, Claude Chabrol, Bertrand Tavernier, Vladimir Cosma, Michel Deville, Conrad Hall, Phil Alden Robinson, Paul Mazursky, Zsigmond Vilmos, Mario Monicelli, Carlo Lizzani, Dino Risi, Lina Wertmüller, Ben Gazzara, Szabó István, Szabó László, Grünwalszky Ferenc, Gazdag Gyula, Nádas Péter, Eszterházy Péter, Makk Károly, Forgács Péter, Koltai Lajos, Balázsovits Lajos, Garas Dezső, Perczel Zita, Jancsó Miklós, Illés György, Jiri Menzel, Vera Chytilova, Jean Douchet, Agnes Varda, Ennio Morricone, Arthur Hiller, Francesco Rosi, Conrad Hall, Freddy Elmes.
- HA MEGESZÜNK EGY HÓDOT... (1995)

Fesztiválok: Mannheimi Nemzetközi Filmfesztivál, FIPA – Biarritz, Selb, Krakkó, INPUT Guadalajara (Mexikó)
- A KERESZTAPA

(dokumentumfilm) (1993)
- MARKET DEVELOPMENT FOUNDATION

(dokumentumfilm) (1993)
- HOTEL WEST

(Játékfilm) (1992)
Fesztiválok:
München, Kairói, Cote Court-Pantin, Nimes
- A SZAMIZDATRÓL

(tv-műsor) (1989)
- ITT ÉS MOST

(rövid dokumentumfilm) (1988)
Fesztiválok:
Krakkó, Tours
- LELEPLEZÉS

(rövid dokumentumfilm) (1987)
Fesztiválok:
Oberhausen München, IDFA Amszterdami Nemzetközi Dokumentumfilm Fesztivál

## Díjai
- UNICEF Nagyrabecsülés Csokra

(Sir Roger Moore a UNICEF Jószolgálati Nagykövetének ajánlásával, 2009)
ANOTHER PLANET – MÁSIK BOLYGÓ (2008)
- 57. Mannheim-Heidelbergi Nemzetközi Film Fesztivál: Zsűri Különdíja (2008)
- 31. STARZ Denveri Nemzetközi Film Fesztivál:
- Maysles Brothers Díj – Legjobb dokumentumfilm díja (2008)
- 11. Thesszaloniki Nemzetközi Film Fesztivál:
- ERT3 (Görög TV) Díja a Legjobb Dokumentumfilm (2009)
- 8. Róma Független Filmek Fesztiválja: Legjobb dokumentumfilm (2009)
- 28. Monte Carlo Nemzetközi TV Fesztivál – URTI:
- Szerzői Dokumentumfilmek Nagydíja: Bronz Medál (2009)
- 18. Innsbruck Nemzetközi Filmfesztivál: Südwind-díj (2009)
- 57. Columbus Nemzetközi Film és Videó Fesztivál: Ezüst Chris-díj (2009)
- 10. Kansasi Nemzetközi Dokumentumfilm Fesztivál: Legjobb Dokumentumfilm Díja (2011)
- 44. World Fest Houston, Független Filmek Nemzetközi Fesztiválja: Ezüst Remi Díj (2011)
- 37. Nemzetközi Film Fesztivál a Fenntartható Fejlődésért Pozsony: A Pozsonyi Egyetemi Kórház Díja (2010)
- 7. Kijevi Nemzetközi Dokumentumfilm Fesztivál: Ukrán Helsinki Emberi Jogi Unió különdíja (2010)
- Kazany Golden Minbar Muszlim Filmfesztivál: Legjobb dokumentumfilm Golden Minbar díja (2009)
- Khanty-Mansiysk The Golden Drum: Különdíj (2009)
- Minszk Listapad Nemzetközi Film Fesztivál: Elismerő oklevél (2009)
- „Shaken Stars” Nemzetközi Film Fesztivál: Legjobb dokumentumfilm díja (2009)
- Ciné Otro Nemzetközi Filmfesztivál, Valparaiso, Chile: Kategória díj (2010)
- 11. Buenos Aires Ember Jogok Nemzetközi Filmfesztiválja: Elismerő oklevél (2009)
- Aranyszem Operatőr Fesztivál, Budapest, 2009: Legjobb dramatizált dokumentumfilm (Máthé Tibor)
- 39. Magyar Filmszemle, Diák zsűri: Legjobb Dokumentumfilm (2008)
- 39. Magyar Filmszemle:
- Legjobb Dokumentumfilm Operatőr (2008)

GYEREKEK – Koszovó 2000
- Torinói Nemzetközi Film Fesztivál: Fődíj (2001)
- See Docs Dubrovniki Nemzetközi Dokumentumfilm Fesztivál: Fődíj (2001)
- Troia-i Nemzetközi Film Fesztivál: Különdíj (2001)
- 35. Magyar Filmszemle, Diák zsűri: Legjobb dokumentumfilm (2002)
- 20. Uruguay-i Nemzetközi Film Fesztivál, Montevideó: Legjobb dokumentumfilm
- 35. World Fest Houston Nemzetközi Film Fesztivál, USA: A Zsűri Arany Különdíja (2002)
- Arizonai Nemzetközi Film Fesztivál, Tucson: Legjobb dokumentumfilm (2002)

AZ ÚT (1997)
- 28. Magyar Filmszemle: kísérleti és kisjátékfilm díja (1997)
- Magyar Film és Tv Kritikusok – (1998): Rendezői különdíja
- Magyar Film és Tv Kritikusok – (1998): Legjobb Operatőr
- Magyar Film és Tv Kritikusok – (1998): Film zeneszerző díja
- The Reel Frontier – Arizona Nemzetközi Filmfesztivál: Az egész estés dokumentumfilmek fődíj (1998)
- 50th Prix Itala: Különdíj (1998)
- Figueira da Foz Nemzetközi Filmfesztivál: A Nemzetközi Filmklubok Szövetségének különdíja (1998)
- World Fest Flagstaff: A legjobb egész estés dokumentumfilm: Ezüst Díj (1999)
- World Fest Houston: A legjobb külföldi film – Ezüst Díj (2000)

HA MEGESZÜNK EGY HÓDOT... (1995)
- 26. Magyar Filmszemle: Rendezői díj, (1995)
- Strasbourgi Nemzetközi Filmfesztivál: Az Európa Tanács Nemzetközi Emberi Jogok Intézetének Díja 1995
- Tolerancia különdíj – 1995

A KERESZTAPA
25. Magyar Filmszemle: Dokumentumfilmes zsűri különdíja (1994)
LELEPLEZÉS
34. Oberhausen Nemzetközi Rövidfilmfesztivál: A zsűri elismerő oklevele (1988)

## Moldoványi Ferencről
„Moldoványi Ferenc a magyar filmkészítők új generációjának tagja, egyike azon független személyiségeknek, akiket az érdekel, hogy világunk merre tart, és elkötelezetten tárja elénk különleges és mély látomásait.” Jean PERRET (Fesztiváligazgató, Visions du Réel – Nemzetközi Dokumentumfilm Fesztivál, Nyon)
“A rendező egy igazi filmkészítő szemével lát, filmje túllépi a dokumentumfilmek zsurnalizmusát. Melegszívű, megfontolt, szelíd és lírai, érzékeny és értelmes, hogy csak néhány jelzőt felsoroljunk, mely ennek a költői film-portrénak a megvitatása során fölmerült”
Részlet a 27. Figueira da Foz-i Nemzetközi Filmfesztivál zsűrijének indoklásából (1998)

## Hazai és nemzetközi sajtóhivatkozások
- Andrew James Horton (01/26/1997). Between Cultures, Between Documentary and Art, Ferenc Moldovanyi's Az Ut. Kinoeye
- Gusztav Schubert (06/1997). Mennyei békétlenség, Az Ut. Filmvilag
- Gelencsér Gábor (1998). Kerülőút, Moldoványi Ferenc: Az Út. Filmkultúra
- Dominique Legrand (11/05/1998) « Une vie entre Pékin et Budapest» La voie de l'amour passe par le silence. Le Soir
- Ron Holloway (02.2001). Hungarian Film Week, Budapest 2001. Kinema Archiválva 2017. október 19-i dátummal a Wayback Machine-ben
- Caroline Fetscher (02/15/2001). "Deza-Femijet": Ohne Kommentar. Der Tagesspiegel
- Jennifer Parks (04/01/2001). Voices of War. Realscreen
- Derek Elley (05/06/2001). Children: Kosovo 2000.Variety
- Andrew James Horton (09/2001). A Window Both Ways – Central and East European Film at the 36th Karlovy Vary International Film Festival. Sense of Cinema
- Allan Berg Nielsen (09/08/2001). But the Greatest of These Is… 14th International Documentary Film Symposium, Riga[halott link]
- Andrew James Horton (10/15/2001). The wounds that never show Ferenc Moldoványi's Деца-Fëmijët (Kosovo 2000). Kinoeye
- CinemAmbiente-Turin (2001). Winners (Press release)
- Vajda Judit (02/02/2008). Elveszett paradicsom, Moldoványi Ferenc: Másik bolygó. Film.hu
- Est.hu (04/09/2008). Másik Bolygó. Est.hu
- Gorácz Anikó (05/2008) Nem gyereknek való vidék. Filmvilág.
- Kipke Tamás (05/11/2008). Nincs másik. Új Ember
- Szabó G. László (08/31/2008). Ahol az álom is szemétből van. Új szó.
- Phillip Bergson (11/17/2008). The Band Sails on in Mannheim. Filmfestivals.com
- Tue Steen Müller (11/12/2008). Ferenc Moldoványi: Another Planet/CPH: DOX 14. Filmkommentaren.dk
- Hubert Heyrendt (11/20/2008). Les damnes de la Terre. La Libre Belgique
- Tue Steen Müller (11/23/2008). Ferenc Moldoványi: Another Planet. Filmkommentaren.dk
- Kermode Film Reviews (11/27/2008). Another Planet (Másik Bolygó) (World Film Festival, Montréal)
- Denver Film Society (11/30/2008). The Starz Denver Film Festival Wraps Up 31st Fest. Americantowns.com
- Ron Holloway (12/13/2008). 57th Mannheim-Heidelberg International Film Festival 2008. Kino
- Tue Steen Müller (04/08/2009). Another Planet gets Another Award. Filmkommentaren.dk
- Cinephilofolie (04/11/2009) Les enfants du Kosovo 2000 – Ferenc Moldovanyi.
- Südwind (06/2009) Südwind-Filmpreis 2009. Archiválva 2017. október 19-i dátummal a Wayback Machine-ben
- Népszabadság (06/02/2009) Moldoványi Ferenc kapta a Nagyrabecsülés Csokrát.
- Alejandro Rebossio (06/09/2009). Los presos argentinos se llevan el premio. El Pais
- Hungarian News Agency (MTI) (09/08/2010) Hungarian Director Invited to Join European Film Academy. Kultura.hu
- Francisco Peña (06/08/2015). Niños de Kosovo / Deza Femijët Kosovo 2000 / Children Kosovo 2000, de Ferenc Moldoványi. Film Paradigma
- Kőszeg Ferenc (2008/32). K. történetei: Voltaire a képernyőn. Magyar Narancs